# Sungai Balantiak
Sungai Balantiak is een bestuurslaag in het regentschap Lima Puluh Kota van de provincie West-Sumatra, Indonesië. Sungai Balantiak telt 1268 inwoners (volkstelling 2010).